# 小川圭佑
小川圭佑（Keisuke Ogawa，1986年9月5日—），生於日本兵庫縣伊丹市，日本足球運動員，司職左中場，現時效力台灣企業甲級足球聯賽球會台中Futuro。

## 球員生涯
小川圭佑生於日本兵庫縣伊丹市，加盟日本地區聯盟的球會神戶勝利船，到2007年轉會新加坡新潟天鵝，直到2010年加盟泰超球會芭堤雅聯，至2012年底離隊。
在2012/13賽季的冬季休假期間，他到歐洲加盟拉脫維亞超級聯賽球會祖瑪拿，並迅速成為球會常規正選，更有9場上陣機會。
在2013年夏季，小川圭佑與同鄉奧海昌平一起前往塞爾維亞，並經過試腳後，與塞爾維亞超聯球會施洛博達簽約，但他在6個月裹都沒有出場機會，結果他在冬季轉會窗時，選擇離開，重返拉脫維亞超聯球會利柏查。
在2017年11月，小川圭佑遠赴香港加盟港超聯球會香港飛馬，可是他只是一直隨飛馬訓練，並未有獲註冊。結果他在2018年5月轉會到馬來西亞聯賽球會沙巴。
2019年，他加盟了台灣企業甲級足球聯賽球會台中Futuro，並活躍至今。

## 外部連結
- 香港足球總會註冊球員資料 （页面存档备份，存于）